# Manga Love Story
Manga Love Story (jap. ふたりエッチ, Futari Etchi, dt. „Unanständiges zu zweit“, kurz auch Futari H) ist eine Manga-Serie des japanischen Zeichners Katsu Aki über sexuelle Aufklärung. Wegen des teilweise freizügigen Inhalts ist die deutsche Fassung ab 16 Jahren empfohlen.

## Bedeutung des Titels
„Futari etchi“ ist eine Anspielung auf den japanischen Ausdruck hitori etchi (一人エッチ, dt. „Unanständiges allein“, also Masturbation).

## Inhalt
Yūra Kawada und Makoto Onoda treffen sich auf einem Omiai (arrangiertes Treffen potenzieller Heiratskandidaten) und heiraten bald darauf. Anfangs haben sie Schwierigkeiten, ihre Sexualität auszuleben, da beide zum Zeitpunkt ihrer Heirat noch keinen Sex gehabt haben. Mit Hilfe von Tipps und der Unterstützung von Verwandten, Freunden und Bekannten machen sie im Verlauf der Geschichte jedoch rasch Fortschritte.
Als Zusatzinformation für den Leser werden die Schwerpunktthemen der jeweiligen Kapitel mit Umfrageergebnissen und Studien begleitet und kommentiert. Zugleich bietet die Serie ausführliche Einblicke in das japanische Alltagsleben.

## Charaktere

### Hauptcharaktere
- Makoto Onoda (小野田 真, Onoda Makoto), ein 25-jähriger Salaryman, ist ein eher schüchterner, aber aufrichtiger und freundlicher Mann. Bevor er Yura heiratete, hatte er keine sexuellen Erfahrungen. Im Laufe der Bände entwickeln sich seine Fähigkeiten als Liebhaber und seine Liebe zu Yura.
- Yura Onoda (小野田 優良, Onoda Yūra), eine ebenfalls 25-jährige Hausfrau, ist eine liebenswürdige, treue, äußerst hübsche und gut gebaute Frau. Wie Makoto hat auch sie zu Beginn keine Erfahrung mit Sexualität. Anfangs ist sie sehr konservativ, später lässt sie sich auch zu ausgefalleneren Sexualpraktiken überreden und findet immer mehr Gefallen am Ausprobieren neuer Sachen.

### Nebencharaktere (Auswahl)
- Akira Onoda (小野田 明, Onoda Akira) ist Makotos älterer Bruder und Rechtsanwalt. Er ist verheiratet, was ihn aber nicht davon abhält, ständig ein Auge auf andere Frauen zu haben und öfter Bordelle zu besuchen. Er gibt Makoto hin und wieder Ratschläge zu Sextechniken.
- Jun Onoda (小野田 淳, Onoda Jun) ist Makotos 19 Jahre alte Schwester und Schülerin. Zu Beginn der Serie hat sie noch keine sexuellen Erfahrungen, hat dann aber auf der Suche nach wahrer Liebe mehrere Affären, bevor sie ihr Glück bei ihrem ersten festen Freund Yosuke findet.
- Kyoko Omiya (大宮 杏子, Ōmiya Kyōko), Makotos Cousine, ist eine 30-jährige Ärztin für Geburtshilfe und Gynäkologie und unterstützt Yura und Makoto mit medizinischen Ratschlägen. Sie ist sehr dominant und zunächst noch Jungfrau. Später heiratet sie Koichiro Matsuzaki, einen Arbeitskollegen Makotos.
- Rika Kawada (河田 梨香, Kawada Rika) ist Yūras jüngere Schwester und sexuell ausgesprochen experimentierfreudig. Sie gibt oft mit ihrer sexuellen Erfahrung an. Neben ihrem Hauptfreund Taku Yamada hat sie auch andere, häufig wechselnde Beziehungen.

## Veröffentlichungen

### Manga
In Japan erscheint Manga Love Story seit Dezember 1996 (Ausgabe 1/1997) in Einzelkapiteln im Seinen-Manga-Magazin Young Animal des Verlags Hakusensha. Diese Einzelkapitel werden auch regelmäßig in bisher 92 Sammelbänden zusammengefasst (Stand: Dezember 2024). 2003 und 2005 hat Katsu Aki zusätzlich zwei Bände der Spin-off-Serie Manga Love Story for Ladies (ふたりエッチfor Ladies, Futari Etchi for Ladies) veröffentlicht, die Geschichten mit denselben Figuren aus überwiegend weiblicher Sicht enthalten.
Manga Love Story wird seit Mai 2003 von Carlsen Comics auf Deutsch veröffentlicht, bisher sind 84 Bände erschienen (Stand Juni 2025). Der Verlag brachte im Oktober 2005 und Februar 2006 auch die beiden Manga Love Story for Ladies-Bände heraus.

### Anime
Am 26. Juli 2002 und 27. September 2002 erschien in Japan die Anime-OVA auf DVD Futari Etchi und am 27. November 2003 und 22. Januar 2004 die zweite Staffel Futari Etchi: 2nd Season, mit insgesamt mit vier Episoden. Animiert wurden diese vom Studio Chaos Project unter der Regie von Yūji Moriyama. Inhaltlich fassen sie die Handlung der ersten sieben Manga-Bände zusammen. Makoto wird gesprochen von Yūji Ueda und Yūra von Tomoko Kawakami.
Auf Deutsch sind diese vier Episoden unter dem Titel „Manga Love Story – Step Up Love Story“ zwischen 11. Juni und 3. September 2007 auf zwei DVDs bei Anime Virtual erschienen. Am 27. Juli 2009 erschien eine Neuveröffentlichung in einer zwei DVDs enthaltenden DVD-Box, die wegen eines technischen Fehlers zunächst zurückgerufen wurde. Die deutsche Synchron-Fassung wurde von TV+Synchron Berlin hergestellt.
Eine dritte Staffel wurde für Herbst 2014 angekündigt, wobei diese von Production Reed unter der Regie von Tetsuro Amino animiert werden soll.

### Realfilm-Reihe
2011 und 2012 entstand unter der Regie von Kuzuhiro Yokoyama ein Realverfilmung des Manga in vier Teilen. Der erste Teil Eiga-ban Futari Etchi (映画版 ふたりエッチ) kam am 18. Juni 2011 in die japanischen Kinos und der zweite Teil Eiga-ban Futari Etchi: Second Kiss (映画版 ふたりエッチ セカンド♥キッス, ~: Sekando Kissu) am 17. Dezember 2011. Der dritte und vierte Teil,  Eiga-ban Futari Etchi: Triple Love (映画版 ふたりエッチ トリプル♥ラブ, ~: Toripuru Rabu) und Eiga-ban Futari Etchi: Love Forever (映画版 ふたりエッチ ラブ♥フォーエバー, ~: Rabu Fōebā), wurde zusammen am 12. Mai 2012 aufgeführt.
Yura wurde vom Gravure Idol Yūri Morishita und Makoto von Riki Miura gespielt.